# Tell Me Why (canción de The Beatles)
«Tell Me Why» es una canción del grupo británico The Beatles proveniente de su álbum A Hard Day's Night. En Estados Unidos formó parte tanto de la versión estadounidense de A Hard Day's Night como del álbum Something New. Fue escrita por John Lennon, aunque acreditada a Lennon-McCartney, y grabada en ocho tomas el 27 de febrero de 1964 en los EMI Studios de Londres.

## Antecedentes
Paul McCartney dijo:

Creo que muchas de estas canciones de Lennon como 'Tell Me Why' quizá se hayan basado en experiencias reales o aventuras que John estaba teniendo, o asuntos con Cynthia (esposa de Lennon) o lo que sea, pero nunca se nos había ocurrido poner este enfoque hasta más tarde en nuestras canciones.

«Tell Me Why» fue interpretada en su película de debut, A Hard Day's Night. La canción formaba parte de la secuencia de la «actuación en estudio» de la banda, que fue filmada en el Scala Theatre de Londres el 31 de marzo de 1964. La voz principal de Lennon en la película difiere de las versiones de estudio en mono o estéreo.

## Publicación
- Incluida en el LP británico A Hard Day's Night.
- Incluida en el EP británico Extracts from the Film A Hard Day's Night.
- Incluida en LP estadounidense A Hard Day's Night.
- Incluida en el LP estadounidense Something New.
- Lado B del sencillo británico «If I Fell».[5]

## Personal
The Beatles
- John Lennon - voz, guitarra acústica rítmica (Gibson J-160E).
- Nota
  - La voz de Lennon fue doblada a dos pistas en la versión estereofónica, mientras que en la mezcla monoaural sólo lo fue a una sola pista.
- Paul McCartney - armonía vocal y bajo (Höfner 500/1 63´).
- George Harrison - armonía vocal y guitarra líder (1963 Gretsch 6119 Tennessean).
- Ringo Starr - batería (Ludwig Oyster Black Pearl).

Otros músicos
- George Martin - piano (instrumento musical) (Challen Upright Piano).

Personal por Ian MacDonald.

## Versiones

### Versión de The Beach Boys
- En 1980, The Bats hizo una versión de esta canción ( cara B del sencillo Popgun ).
- En 1982, April Wine la versionó en su álbum Power Play.
- En 2002, The Punkles hizo una versión de esta canción en su segundo álbum, Punk!.